# Muévelo (Nicky Jam e Daddy Yankee)
Muévelo (AFI: /ˈmweβelo/, lett. "muovilo") è un singolo del cantante statunitense Nicky Jam, e del cantante portoricano Daddy Yankee, pubblicato come secondo singolo estratto dall'album Bad Boys for Life: soundtrack di Adil & Bilall, tratto dall'omonimo film.

## Descrizione
È un brano reggaeton con influenze old school, che richiama le sonorità delle origini del genere urbano latino. Il beat è energico, guidato da ritmi dembow serrati e da un campionamento del brano "Here Comes the Hotstepper" di Ini Kamoze, un classico dancehall degli anni '90.